# ليويلين رايلي
ليويلين رايلي (بالإنجليزية: Llewellyn Riley)‏ هو لاعب كرة قدم باربادوسي في مركز الهجوم، ولد في 17 سبتمبر 1972 في باربادوس. لعب مع نادي سليغو روفرز.

## وصلات خارجية
- ليويلين رايلي على موقع الاتحاد الدولي (مؤرشف)  (الإنجليزية)
- ليويلين رايلي على موقع قاعدة بيانات كرة القدم.إي يو (الإنجليزية)
- ليويلين رايلي على موقع ناشيونال فوتبول تيمز (الإنجليزية)
- ليويلين رايلي على موقع عالم كرة القدم.نت (الإنجليزية)